# Отравление торрент-файла
Отравление торрент-файла — преднамеренный обмен повреждёнными данными или данными с вводящими в заблуждение названиями, с использованием протокола BitTorrent. Эта практика загрузки поддельных торрентов иногда осуществляется организациями по борьбе с нарушениями авторских прав в качестве попытки предотвратить одноранговый (P2P) обмен защищённым авторским правом контентом и(или) получить IP-адреса текущих загрузчиков.

## Методы атаки

### Вставка приманки
Вставка-приманки (или загрязнение контента) — это метод, с помощью которого повреждённые версии конкретного файла попадают в сеть. Это сдерживает пользователей от поиска неповреждённой версии, а также увеличивает скорость и распространение повреждённого файла. Злоумышленник «загрязняет файл», преобразовывая его в другой формат, неотличимый от неповреждённых файлов (например, у него могут быть похожие или одинаковые метаданные). Для побуждения загрузки файла-приманки, злоумышленники могут сделать повреждённый файл доступным через соединения с высокой пропускной способностью. Этот метод требует большого количества вычислительных ресурсов, поскольку заражённый сервер должен отвечать на большое количество запросов. В результате, запросы возвращают принципиально повреждённые копии, такие как файл-пустышка или заражённые вирусом исполняемые файлы. Известны случаи, когда компания создавала специальную версию игры и размещала её на файлообменниках, рекламируя её как взломанную, в то время как эта версия игры имела недокументированный скрытый функционал, делающий невозможным победу в данной версии игры.

### Отравление индексации
Этот метод нацелен на индексацию файла, найденного в системах P2P обмена. Так как индекс позволяет пользователям находить IP-адреса желаемого контента, эта атака направлена на затруднение поиска нужного файла для пользователей сети. Злоумышленник вставляет в индекс большое количество ложной или повреждённой информации, чтобы пользователи не могли найти нужный ресурс. Недействительная информация может включать случайные идентификаторы контента или поддельные IP-адреса и номера портов. Когда пользователь попытается загрузить повреждённый контент, серверу не удаётся установить соединение с пользователями из-за большого объёма недействительной информации. Пользователи будут тратить время, пытаясь установить соединение с фиктивными источниками информации, что увеличивает среднее время, необходимое для загрузки файла. Атака с отравлением индекса требует меньше пропускной способности и ресурсов от сервера, чем вставка файла-приманки. Кроме того, злоумышленнику не нужно ни передавать файлы, ни отвечать на запросы. По этой причине отравление индексации требует меньше усилий, чем другие методы атаки.

### Спуфинг
Некоторые компании намеренно нарушают обмен файлами P2P, действуя от имени поставщиков контента, и с этой целью создают собственное программное обеспечение для проведения атак. MediaDefender написали собственную программу, которая перенаправляет пользователей в несуществующие локации с защищённым контентом через поддельные результаты поиска. Поскольку пользователи обычно выбирают только первые 5 лучших результатов поиска, этот метод требует от пользователей настойчивости после их первоначальных неудачных попыток найти нужный файл. Идея состоит в том, что многие пользователи просто откажутся от поиска из-за разочарования.

### Перехват
Этот метод атаки не позволяет распространителям обслуживать пользователей и, таким образом, замедляет обмен файлами методом P2P. Сервера злоумышленника постоянно подключаются к нужному файлу, переполняя исходящую полосу пропускания провайдера и тем самым препятствуя загрузке файла другими пользователями.

### Избирательное отравление контента
Избирательное отравление контента (также известно как упреждающее или дискриминационное отравление контента) пытается обнаружить исключительно нарушителей авторских прав, в то же время позволяя законным пользователям продолжать пользоваться услугами, предоставляемыми P2P сетью. Протокол идентифицирует одноранговый узел с его конечным адресом, одновременно с этим изменяя формат индекса файла, для включения в него цифровой подписи. Затем, протокол аутентификации загружающих может установить легитимность действий каждого участника обмена, когда он загружает и отправляет файлы. Используя подписи, основанные на идентификации, система позволяет каждому одноранговому узлу идентифицировать пользователей, нарушающих авторские права, без необходимости связи с центральным сервером. Затем протокол отправляет заражённые фрагменты только запрашиваемого файла исключительно обнаруженным пользователям, запрашивающим файл, защищённый авторским правом.[уточнить] Обычно, если все законопослушные пользователи просто отклонят запросы на загрузку от нарушителей, в такой ситуации последние смогут накапливать чистые фрагменты от сговорщиков (проплаченных пользователей, которые обмениваются контентом с другими без разрешения).[уточнить] Однако этот метод отравления контента вынуждает незаконных пользователей отбрасывать даже чистые фрагменты, что продлевает время их загрузки.
Добровольное коллективное лицензирование и Открытая музыкальная модель — это теоретические системы, в которых пользователи платят абонентскую плату за доступ к сети обмена файлами, в который они могут легально загружать и распространять контент, защищенный авторскими правами. Здесь, потенциально может использоваться выборочное отравление контента для ограничения доступа для разрешённых и подписанных пользователей, путём предоставления заражённого контента пользователям без подписки, которые пытаются незаконно воспользоваться сетью.

### Атака затмением
Атака затмением (также известная как отравление таблицы маршрутизации) вместо того, чтобы отравлять сеть, нацелена на прямую атаку одноранговых узлов. В данной атаке злоумышленник перехватывает таблицу маршрутизации однорангового узла, после чего узел не может общаться ни с каким другим одноранговым узлом, кроме атакующего. Поскольку злоумышленник проводит через себя всю сеть для целевого узла, он может манипулировать жертвой несколькими способами. Например, злоумышленник может указать, какие результаты поиска файлов будут получены. Злоумышленник также может изменять комментарии к файлам. Запросы узла также могут быть перенаправлены злоумышленником обратно в сеть, или же могут быть изменены. Он также случайным образом проверяет все проходящие данные на наличие ошибок.

### Некооперированная атака одноранговых узлов
При данной атаке злоумышленник присоединяется к целевому рою из узлов и устанавливает соединения сразу со многими из них. Однако злоумышленник никогда не предоставляет соседним узлам какие-либо фрагменты(ни оригинальные, ни заражённые). Обычной версией этой атаки является атака «болтливый одноранговый узел». Злоумышленник устанавливает соединение с целевыми одноранговыми узлами с помощью рукопожатия, за которым следует сообщение, сообщающее, что у него есть несколько доступных фрагментов. Злоумышленник никогда не предоставляет никаких фрагментов, при этом повторно отправляя рукопожатие и сообщение. Атаки данного рода предотвращают загрузку, поскольку, по сути, одноранговый узел тратит время на общение с злоумышленником, вместо того, чтобы загружать фрагменты от других.

## Барьеры от отравления торрентов
Есть несколько причин, по которым контент-провайдеры и правообладатели могут не выбрать отравление торрента в качестве метода защиты своего контента. Во-первых, прежде чем внедрять приманки, поставщики контента должны постоянно отслеживать сеть BitTorrent на наличие признаков незаконного распространения их контента (включая отслеживание вариантов файлов и файлов в сжатых форматах).
Этот процесс может быть дорогим и трудоёмким. В результате, большинство отравлений продолжается только в течение первых нескольких месяцев после утечки или выброса. Во-вторых, также маловероятно, что отравление торрентов может прервать все нелегальные загрузки.
Вместо этого цель контент-провайдеров состоит в том, чтобы нелегальные загрузки были менее безопасными и(или) полными, в надежде, что пользователи будут разочарованы незаконным скачиванием материалов, защищённых авторским правом. Поставщики контента и правообладатели могут решить, что финансовые затраты на атаку не стоят конечного результата по сравнению с приложенными усилиями.

### Контрмеры
Описанные выше методы атаки поодиночке не особенно эффективны, так как для каждой меры развились столь же эффективные контрмеры. Методы атак должны быть объединены, чтобы оказать существенное влияние на незаконный одноранговый обмен файлами с использованием протоколов BitTorrent и файлов Torrent.
- BitTorrent обладает высокой устойчивостью к отравлению контента (в отличие от отравления индексации), поскольку он может проверять отдельные фрагменты файлов.[12] В целом, BitTorrent является одним из наиболее устойчивых протоколов, к методу отравления методов обмена файлами.[7]
- На частных сайтах-трекерах, где все опубликованные торренты можно отследить до определённого участника, отравленные торренты могут быть быстро помечены и удалены, а загрузивший их пользователь может быть забанен, что предотвратит дальнейшее распространение отравленных торрент-файлов от этого пользователя.
- Публичные сайты торрент-трекеров позволяют сообщать, если торрент был отравлен (или является поддельным или вредоносным тем или иным образом). Таким образом, торрент-файлы, распространяемые общедоступными трекерами, могут иметь такие же уровни гарантий качества, как и у частных торрент-трекеров.
- Технология трекеров (а также клиентские программы BitTorrent) со временем улучшилась, и многие виды спуфинга, которые были возможны в прошлом, больше невозможны.
- BitTorrent когда-то был исключительно протоколом TCP-IP, но сейчас это уже не так. Использование UDP с протоколом uTP сделало атаки TCP Man in the Middle более трудными или почти невозможными.
- Публичные или частные веб-сайты трекеры выборочно перешли на использование HTTPS для распространения своего текстового и графического контента. При использовании HTTPS для контента веб-сайта (вместо связи с трекером) многие методы отравления становятся невозможными.

### Юридические проблемы
В сентябре 2004 года компания Altnet подала в суд на Американскую ассоциацию звукозаписывающих компаний, Overpeer, Loudeye, MediaSentry и других, утверждая, что их услуги по спуфингу нарушили патент Altnet на метод идентификации файлов под названием TrueNames.
В 2005 году финская организация по борьбе с нарушениями авторских прав Viralg заявила, что их программное обеспечение, использующее аналогичный подход к спуфингу, может быть использовано для прекращения незаконного обмена файлами P2P. Фирма предложила «полную блокировку совместного использования P2P обмена для защиты вашей интеллектуальной собственности» и заявила, что её «запатентованный виртуальный алгоритм блокирует любой незаконный обмен вашими данными»., а также утверждала, что их подход был эффективен на 99 %. Несмотря на эти утверждения, эффективность алгоритма ещё не был протестирован с протоколом BitTorrent. Группа финских музыкантов потребовала провести расследование в отношении компании, утверждая, что их программное обеспечение фактически является вирусом и нарушает финское законодательство. В расследовании отказала финская полиция, а затем и финский парламентский омбудсмен.
В некоторых юрисдикциях высказывались опасения, что поставщики контента и правообладатели, занимающиеся отравлением торрентов, могут быть привлечены к ответственности за ущерб, нанесённый компьютерам пользователей. В 2002 г. в США представитель Говард Берман предложил Закон о предотвращении пирингового пиратства, который предоставил бы правообладателям иммунитет от ответственности за принятия мер по предотвращению незаконного распространения их контента (то есть действий по отравлению) в сетях P2P, если они не заходят столь далеко, чтобы повреждать файлы, хранящиеся на компьютере пользователя P2P сети. Однако законопроект был заброшен позже, в 2002 году, когда срок полномочий Конгресса закончился, и с тех пор на обсуждение не вносился.

## Громкие дела
В 2005 году сообщалось, что HBO отравляет торренты своего шоу «Рим», предоставляя пользователям фрагменты мусорных данных. Сообщалось также, что HBO разослала письма о необходимости прекращения противоправных действий поставщикам интернет-услуг (ISP) загрузчиков, которые, по мнению компании, незаконно загрузили эпизоды сериала «Клан Сопрано».
Хотя альбом Мадонны 2003 года American Life не был нацелен конкретно на распространение в BitTorrent сетях, он стал одним из ранних примеров отравления контента. Перед выпуском альбома звукозаписывающая компания певца слила треки, которые имели такую же длину и размер файла, как и настоящие альбомные треки. В треках был только клип, в котором Мадонна говорила: «Что, черт возьми, ты думаешь, что делаешь?», а затем минуты с молчанием.
Точно так же группа Barenaked Ladies выпустила в Интернете несколько треков в 2000 году, которые оказались законными копиями треков с последнего альбома группы. Каждый файл содержал короткий отрывок песни, за которым следовал клип в виде участника группы, говорящего: «Хотя вы думали, что скачиваете наш новый сингл, на самом деле вы загружали рекламу нашего нового альбома».
После того, как неавторизованная копия фильма Майкла Мура «Здравозахоронение» была загружена в сеть, она стала хитом на P2P-сайтах, таких как Pirate Bay. MediaDefender были наняты для отравления торрентов с помощью вставки приманки.
В качестве примера интернет преследования известно, что члены из маргинальных групп борцов за авторские права, создают вирусы, которые распространяются исключительно через сети P2P и предназначены для атаки на mp3-файлы и другие музыкальные файлы, хранящиеся на ПК пользователя. Червь Nopir-B, появившийся во Франции, выдаёт себя за программу копирования DVD и удаляет все mp3-файлы на компьютере пользователя, независимо от того, были ли они получены законным путем или нет.
19 октября 2007 г. Associated Press (AP) опубликовало информацию, обвиняющую поставщика услуг широкополосного доступа в интернет Comcast в «препятствовании» обмену файлами P2P. Тесты, проведённые AP, показали, что Comcast препятствует загрузке полных версий файлов в сеть BitTorrent. Федеральная комиссия по связи провела публичные слушания в ответ на обвинения. Comcast утверждала, что регулирует сетевой трафик, для обеспечения разумного времени загрузки для большинства пользователей. 21 августа 2008 г. Федеральная комиссия по связи издала приказ, в котором говорилось, что управление сетью Comcast было беспричинным и что Comcast должна прекратить использование своей дискриминационной политики управления сетями к концу года. Comcast выполнил приказ и подал апелляцию. 6 июня 2010 г. Окружной апелляционный суд Колумбии отменил постановление FCC.